# Reichenbachia radians
Reichenbachia radians är en skalbaggsart som först beskrevs av Leconte 1880.  Reichenbachia radians ingår i släktet Reichenbachia och familjen kortvingar. Inga underarter finns listade i Catalogue of Life.